# Reginald Joseph Mitchell
Reginald Joseph Mitchell (Butt Lane, 20 maggio 1895 – Southampton, 11 giugno 1937) è stato un ingegnere aeronautico britannico conosciuto soprattutto per aver progettato il caccia Supermarine Spitfire.

## Biografia
Mitchell nasce nel 1895 al numero 115 di Congleton Road, Butt Lane, Kidsgrove, Staffordshire, Inghilterra. Dopo aver lasciato la Hanley High School, all'età di 16 anni ebbe la possibilità di effettuare un apprendistato presso la Kerr Stuart & Co. di Fenton, un'azienda attiva nella produzione di locomotive a vapore. Alla fine del suo apprendistato entrò a far parte dell'ufficio di progettazione della Kerr Stuart studiando intanto ingegneria e matematica alla scuola serale.
Nello stesso periodo viene fondata, nel 1912, la Pemberton-Billing Ltd. a Ichten River, Southampton, operando in campo aeronautico con la produzione di idrovolanti. L'azienda assunse la denominazione Supermarine Aviation Works Ltd. dopo essere stata rilevata, nel 1916 da Hubert Scott-Paine socio di Noel Pemberton-Billing e direttore dello stabilimento di produzione; e di lì a poco, nel 1917, arrivò il ventiduenne ingegnere Reginald Joseph Mitchell, che dopo appena due anni assunse l'incarico di chief designer (capo progettista). Il giovane ingegnere iniziò con gli idrocorsa come il Sea Lion II. Intanto nel 1928 la Supermarine fu acquistata dalla Vickers-Armstrongs Limited pur continuando a produrre aerei con il proprio marchio.
Reginald Mitchell si dimostrò un valente progettista capace di ideare degli idrocorsa che vinsero il Trofeo Schneider, nonostante la concorrenza dei Macchi italiani, per tre volte consecutive nel 1927, 1929 e 1931. La competizione sportiva motoristica all'epoca aveva la massima espressione negli idrocorsa, con i Macchi dotati della stessa colorazione rossa di tutte le squadre sportive motoristiche italiane dell'epoca, che poi sarebbe passata alle Ferrari. Prima che il Macchi M.C.72 fosse pronto, il Supermarine S.6B riuscì a conquistare il trofeo, essendo l'unico partecipante alla competizione nel 1931. Al contrario dell'esemplare italiano, che dopo gravi problemi di sviluppo, divenne un velivolo da primato fine a se stesso sostanzialmente alieno dalla linea produttiva dei caccia Macchi, il nuovo Supermarine contribuì molto più direttamente alla nascita dello Spitfire, che cominciò già nel 1934 ad essere studiato e sviluppato.
La prima specifica per un caccia a cui Mitchell partecipò venne emessa già nel 1930, da parte dell'Air Ministry, il Ministero dell'Aria britannico, con il nome di F.7/30 e prevedeva una velocità di 400 km/h e 4 mitragliatrici di piccolo calibro, nonché possibilmente l'adozione di un motore Rolls-Royce Goshawk. Mitchell presentò il Type 224 che era un prodotto piuttosto convenzionale, poiché all'ala bassa a gabbiano abbinava un carrello fisso ed abitacolo aperto. Alla competizione, disputata con almeno 10 concorrenti, la spuntò il Gloster S.S.37 biplano, poi divenuto famoso come Gladiator. I velivoli equipaggiati con il Goshawk erano penalizzati dall'elevato peso del sistema di raffreddamento ad evaporazione e così anche i tipi monoplani persero contro quello che rimase l'ultimo caccia biplano britannico.
Alla fine del 1933, Mitchell subì una colostomia per il trattamento del cancro del colon-retto. Nonostante questo, continuò a lavorare, non solo sullo Spitfire, ma anche su un bombardiere quadrimotore, il Type 317. Insolitamente per un progettista di aerei, in quel periodo prese lezioni di volo riuscendo ad ottenere il brevetto di pilota nel luglio 1934.
Nel 1936 gli venne diagnosticato un nuovo carcinoma che lo costrinse, stavolta, a lasciare il lavoro all'inizio del 1937, anche se è stato visto spesso a presenziare alla fase di sperimentazione dello Spitfire. Si trasferì presso l'American Foundation a Vienna per un mese, ma morì nel giugno 1937.
La sua vita ed i sacrifici che si impose per continuare il lavoro nonostante il dolore e la morte imminente sono stati oggetto del film Il primo dei pochi, diretto da Leslie Howard nel 1942. Il film contribuì a creare attorno alla figura di Mitchell alcuni miti, in particolare che non si interessasse al proprio stato di salute fino al decesso, conducendo una vita piena e lavorando principalmente al progetto del bombardiere nei suoi ultimi anni. In qualità di Chief Designer, a Mitchell successe Joseph Smith, che era responsabile per l'ulteriore sviluppo dello Spitfire. Tuttavia, il progetto di Mitchell era così buono che lo Spitfire riuscì ad essere continuamente migliorato per tutto il periodo della seconda guerra mondiale, mentre il suo contemporaneo, l'Hawker Hurricane, divenne rapidamente superato.

## Onorificenze
- Ordine dell'Impero Britannico
- Fellow of Royal Aeronautical Society